# ماكس دلبروك
ماكس لودفيغ هيننغ دلبروك (بالألمانية: Max Ludwig Henning Delbrück)‏ ـ (ولد في برلين في 4 سبتمبر 1906 وتوفي في باسادينا بكاليفورنيا في 9 مارس 1981) عالم فيزياء حيوية أمريكي من أصل ألماني، فاز بجائزة نوبل في الطب سنة 1969 بالاشتراك مع ألفرد هرشي وسالفادور لوريا «لاكتشافاتهم المتعلقة بآليات تكاثر الفيروسات وتركيبها الجيني».

## حياته
ولد دلبروك في برلين بالإمبراطورية الألمانية، وكان والده هانس دلبروك أستاذًا للتاريخ بجامعة برلين، ووالدته حفيدة الكيميائي الألماني العظيم يوستوس فون ليبيغ (1803 - 1873).
درس دلبروك الفيزياء الفلكية، ثم تحول إلى دراسة الفيزياء النظرية بجامعة غوتنغن، وبعد أن حصل على دكتوراه الفلسفة سنة 1930 سافر إلى إنجلترا والدنمرك وسويسرا، والتقى كلًا من فولفغانغ باولي ونيلس بور، وكان لذلك اللقاء أثره في تحول دلبروك إلى الاهتمام بعلم الأحياء،

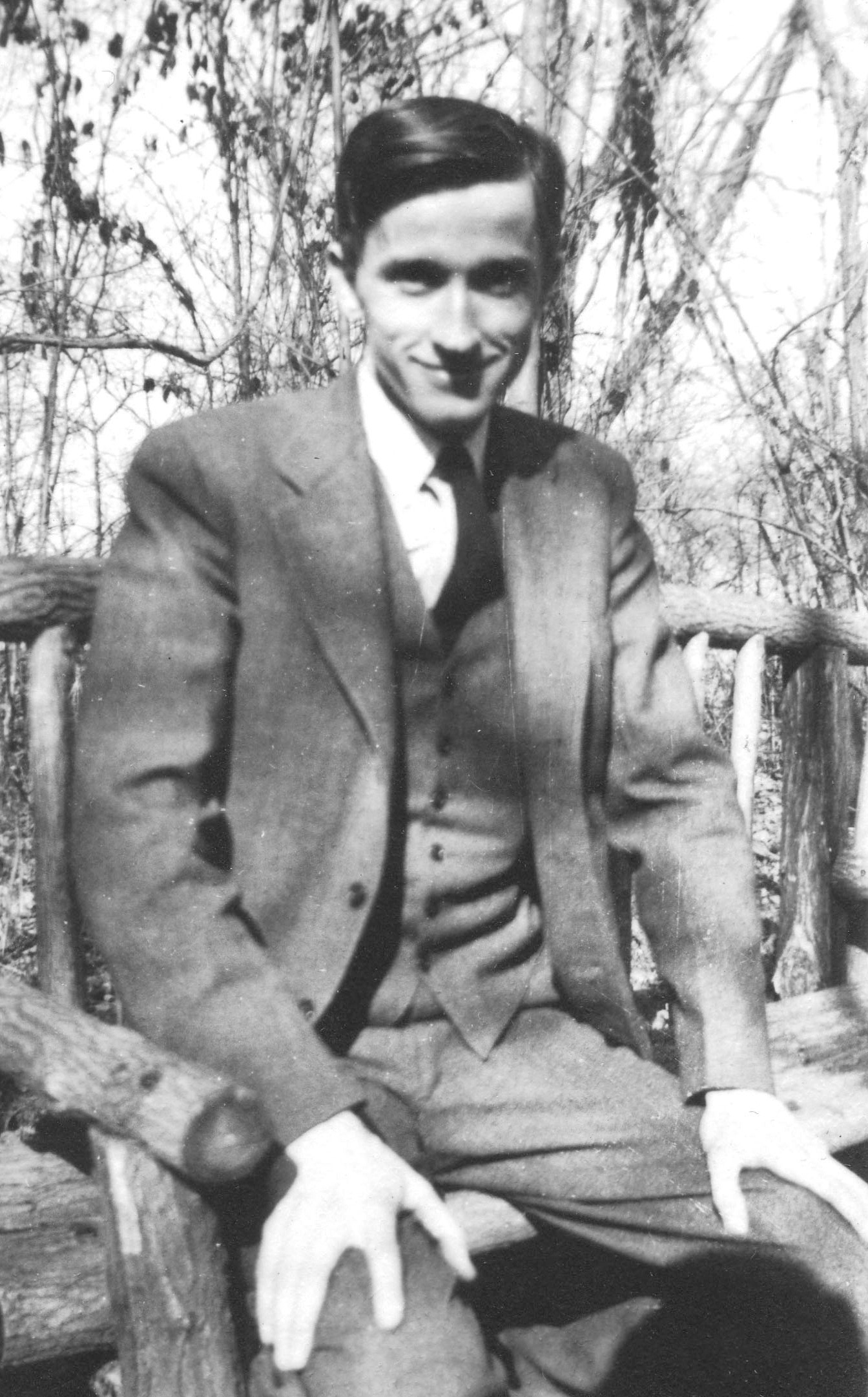
ماكس دلبروك في عام 1940

عاد دلبروك إلى برلين سنة 1932 ليعمل مساعدًا للفيزيائية ليزه مايتنر، التي كانت تتعاون مع أوتو هان آنذاك في أبحاث عن آثار قذف اليورانيوم بالنيوترونات، وقد كتب في تلك الفترة أوراقًا بحثية قليلة كان أحدها من الإسهامات الهامة في الأبحاث المتعلقة بتشتت أشعة غاما في مجال كولوم نتيجة لاستقطاب الفراغ الذي يحدثه ذلك المجال (1933).

## روابط خارجية
- ماكس دلبروك على موقع الموسوعة البريطانية (الإنجليزية)
- ماكس دلبروك على موقع مونزينجر (الألمانية)
- ماكس دلبروك على موقع ميوزك برينز (الإنجليزية)
- ماكس دلبروك على موقع إن إن دي بي (الإنجليزية)